# Viola fujisanensis
Viola fujisanensis är en violväxtart som beskrevs av Sadamoto Watanabe. Viola fujisanensis ingår i släktet violer, och familjen violväxter. Inga underarter finns listade i Catalogue of Life.